# "Kyoto"検索
"Kyoto"検索（きょうとけんさく）は、エフエム徳島で放送されていたラジオ番組である。

## 概要
- 2010年1月3日放送開始。京都学園大学・OBの坂上[1]が京都の魅力を紹介する、大学入試時期の期間限定番組。

## 放送時間
- 日曜日 16:55 - 17:00

## 備考
- 以前、この時間は自社制作番組ハッピーマタニティーを放送していたが、2009年3月で終了した。その後はJFNC制作の健康ラジオ〜ワンポイントアドバイスを放送していたため、9カ月ぶりの自社制作番組となった。